# Alfons IV. Leónský
Alfons IV. (890 - 933), též nazývaný Alfons IV. Mnich (el Monje), byl králem Leónu od roku 925, v roce 929 se stal též králem Galicie. Obě koruny si podržel až do roku 931, kdy abdikoval.

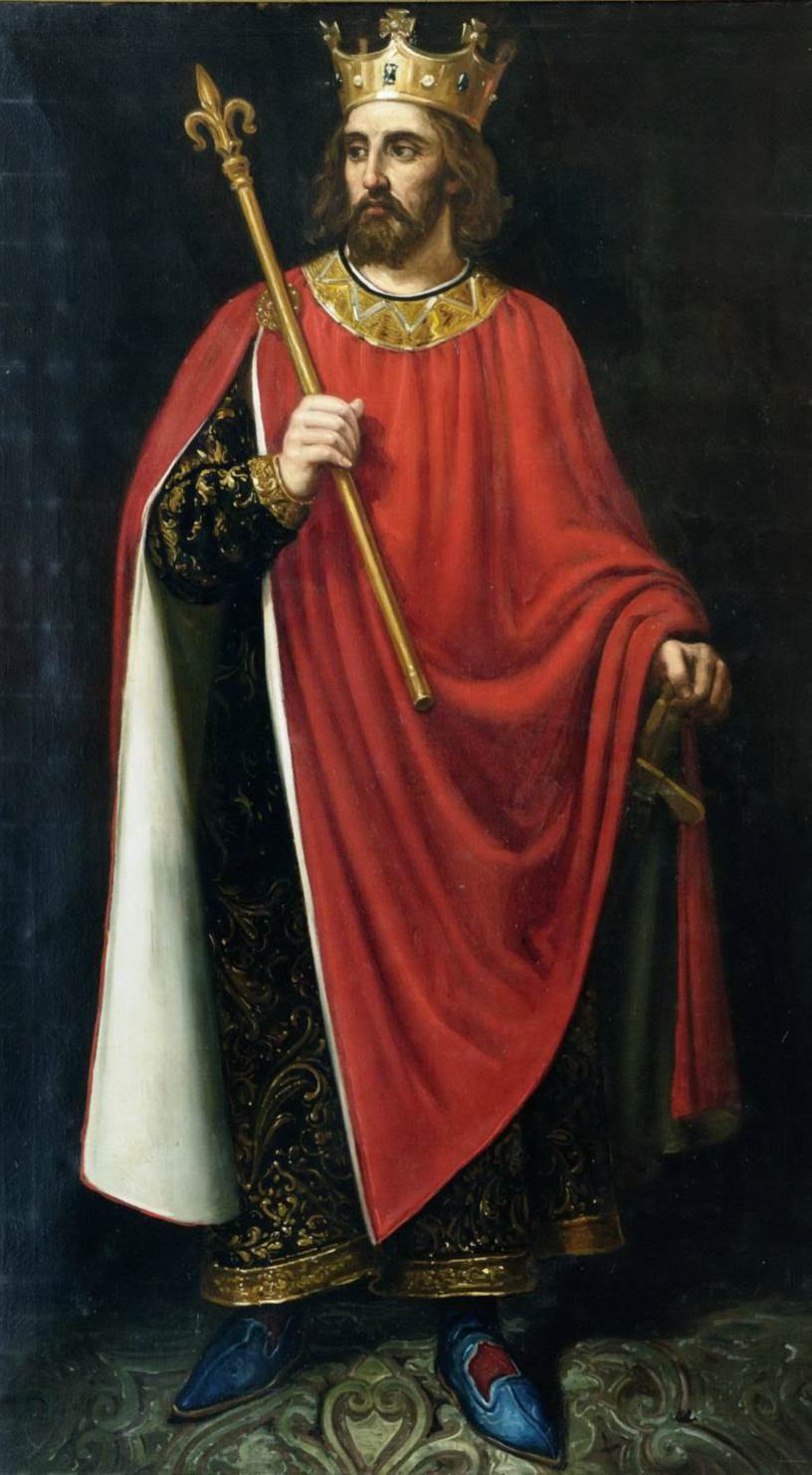
José María Rodríguez de Losada (1998) The collection of portraits of kings of the City Council of León.

Když Ordoño II. v roce 924 zemřel, na trůn nastoupil namísto jeho synů jeho bratr Fruela II. Přesné okolnosti ohledně nástupnictví po Fruelovi II. jsou nejasné, ale je zřejmé, že jeho syn Alfonso Fróilaz se stál králem alespoň v části otcova dědictví. Následně se Sancho I. Ordoñez, Alfons, a Ramiro II., synové Ordoña II., prohlásili právoplatnými dědici království a vzbouřili se proti svému bratranci Alfonsu Fróilazovi. S podporou krále Jimena Garcése Pamplonského zatlačili svého bratrance do východní části Asturie a sami si rozdělili království mezi sebou. Alfonso Ordóñez obdržel království León a jeho starší bratr Sancho Galicijské království.
V roce 931 Alfons IV. abdikoval ve prospěch svého bratra Ramira II. a uchýlil se do kláštera. O rok později ale proti němu svolal armádu spolu s Ordoñem a Ramirem, syny Fruely II., litujíce opuštění světského života. Byl však poražen, oslepen a odeslán dožít v klášteře v Sahagúnu.
Alfons IV. se oženil s Onnecou Sánchezou Pamplonskou, neteří svého spojence Jimena Garcése a dcerou Sancha I. Pamplonského a Tody Navarrské. Měl s ní dvě děti, Ordoña IV. Leónského a pravděpodobně ještě syna Fruelu, který byl zapojen do sporu o území s Ramirem III.
| Předchůdce: Sancho Ordoñez | Znak z doby nástupu | Galicijský král 929–931 | Znak z doby konce vlády | Nástupce: Ramiro II. Leónský |

| Předchůdce: Alfonso Froilaz | Znak z doby nástupu | Leónský král 925–931 | Znak z doby konce vlády | Nástupce: Ramiro II. Leónský |